# Kasper Pedersen
Kasper Pedersen (Aabybro, 13 gennaio 1993) è un calciatore danese, difensore dello Stabæk.

## Carriera
Ha giocato nella prima divisione danese.

## Statistiche

### Presenze e reti nei club
Statistiche aggiornate al 21 gennaio 2021.
| Stagione        | Squadra         | Campionato      | Campionato | Campionato | Coppe nazionali | Coppe nazionali | Coppe nazionali | Coppe europee | Coppe europee | Coppe europee | Altre coppe | Altre coppe | Altre coppe | Totale | Totale |
| Stagione        | Squadra         | Comp            | Pres       | Reti       | Comp            | Pres            | Reti            | Comp          | Pres          | Reti          | Comp        | Pres        | Reti        | Pres   | Reti   |
| --------------- | --------------- | --------------- | ---------- | ---------- | --------------- | --------------- | --------------- | ------------- | ------------- | ------------- | ----------- | ----------- | ----------- | ------ | ------ |
| 2012-2013       | Aalborg         | SL              | 3          | 1          | CD              | 0               | 0               | -             | -             | -             | -           | -           | -           | 3      | 1      |
| 2013-2014       | Aalborg         | SL              | 3          | 1          | CD              | 3               | 0               | UEL           | 1             | 0             | -           | -           | -           | 7      | 1      |
| 2014-2015       | Aalborg         | SL              | 18         | 1          | CD              | 2               | 0               | UCL+UEL       | 0+0           | 0             | -           | -           | -           | 20     | 1      |
| 2015-2016       | Aalborg         | SL              | 27         | 1          | CD              | 6               | 1               | -             | -             | -             | -           | -           | -           | 33     | 2      |
| 2016-2017       | Aalborg         | SL              | 23+2       | 2+0        | CD              | 1               | 0               | -             | -             | -             | -           | -           | -           | 26     | 2      |
| 2017-2018       | Aalborg         | SL              | 27         | 3          | CD              | 2               | 0               | -             | -             | -             | -           | -           | -           | 29     | 3      |
| 2018-2019       | Aalborg         | SL              | 21+1       | 4          | CD              | 4               | 0               | -             | -             | -             | -           | -           | -           | 26     | 4      |
| 2019-2020       | Aalborg         | SL              | 18         | 0          | CD              | 1               | 0               | -             | -             | -             | -           | -           | -           | 19     | 0      |
| 2020-gen. 2021  | Aalborg         | SL              | 1          | 0          | CD              | 0               | 0               | -             | -             | -             | -           | -           | -           | 1      | 0      |
| Totale Aalborg  | Totale Aalborg  | Totale Aalborg  | 141+3      | 13         |                 | 19              | 1               |               | 1             | 0             |             | -           | -           | 164    | 14     |
| gen.-giu. 2021  | Esbjerg         | 1.D             | 0          | 0          | CD              | -               | -               | -             | -             | -             | -           | -           | -           | 0      | 0      |
| Totale carriera | Totale carriera | Totale carriera | 141+3      | 13         |                 | 19              | 1               |               | 1             | 0             |             | -           | -           | 164    | 14     |

## Palmarès

### Club

#### Competizioni nazionali
- Campionato danese: 1

Aalborg: 2013-2014
- Coppa di Danimarca: 1

Aalborg: 2013-2014